# 勒科托
勒科托（法語：Le Coteau，法語發音：[lə kɔto]），法国中东部城市，奥弗涅-罗讷-阿尔卑斯大区卢瓦尔省的一个市镇，隶属于罗阿讷区，其市镇面积为4.89平方公里，2022年1月1日时人口数量为6,893人，在法国城市中排名第1,559位。
勒科托位于卢瓦尔省北部，卢瓦尔河右岸，隔河与罗阿讷相望，是罗阿讷的一个近郊卫星城，多条铁路在此交汇。

## 地名来源
根据当地官方网站的论述，“Le Coteau”一名出自当地卢瓦尔河畔的一处土坡。

## 历史

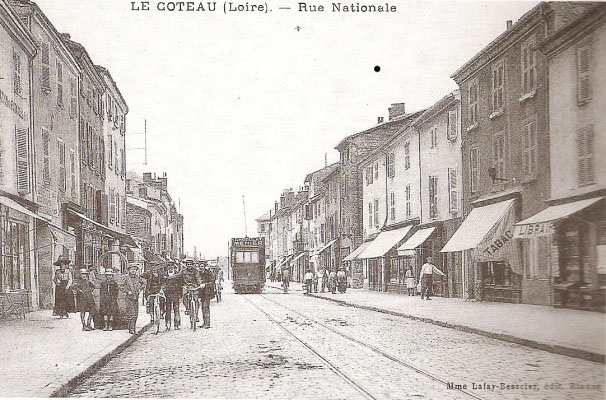
20世纪初的勒科托街头

勒科托成立于1845年，由帕里尼的北部部分区域划出独立而成。
勒科托的早期历史尚不清楚。根据当地官方网站的论述，古典时期一条罗马道路由此通过。中世纪时，勒科托长期为帕里尼堂区的一部分。15世纪时，得益于卢瓦尔内河航运的兴起，勒科托境内逐渐形成村落。16世纪一场洪水过后，一座横跨卢瓦尔河的石质桥梁得以修建，该桥自1755年起成为巴黎至里昂公路的组成部分。法国大革命后，勒科托所在的帕里尼成为罗讷-卢瓦尔省的一个市镇，该省于1793年一分为二，帕里尼被划入卢瓦尔省。工业革命期间，得益于罗阿讷及卢瓦尔河地区的工业发展，勒科托人口数量逐年增加。1834年，勒科托圣马克教堂建成。自1845年起，勒科托成为独立市镇。19世纪中后期，途径勒科托的莫雷—里昂、勒科托—圣日耳曼欧蒙多尔和勒科托—蒙沙南三条铁路相继建成通车，勒科托火车站一度成为区域性的铁路枢纽。1886年，勒科托市区北部的兰河庄园（Manoir du Rhins）被当地政府购得，其附属的大片区域被用于城市建设。黄金三十年期间，得益于罗阿讷的城市扩张，勒科托人口数量快速增加。自2014年起，勒科托成为勒科托县的中央投票站。

## 地理

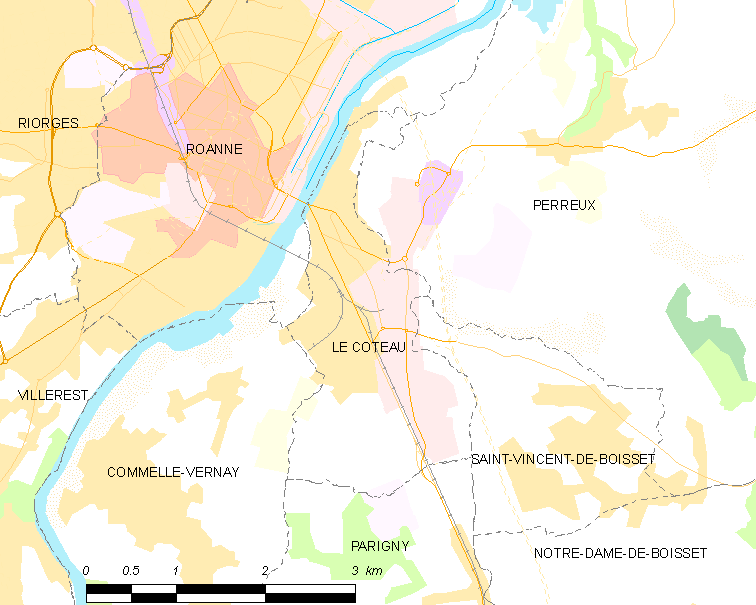
勒科托市镇范围地图

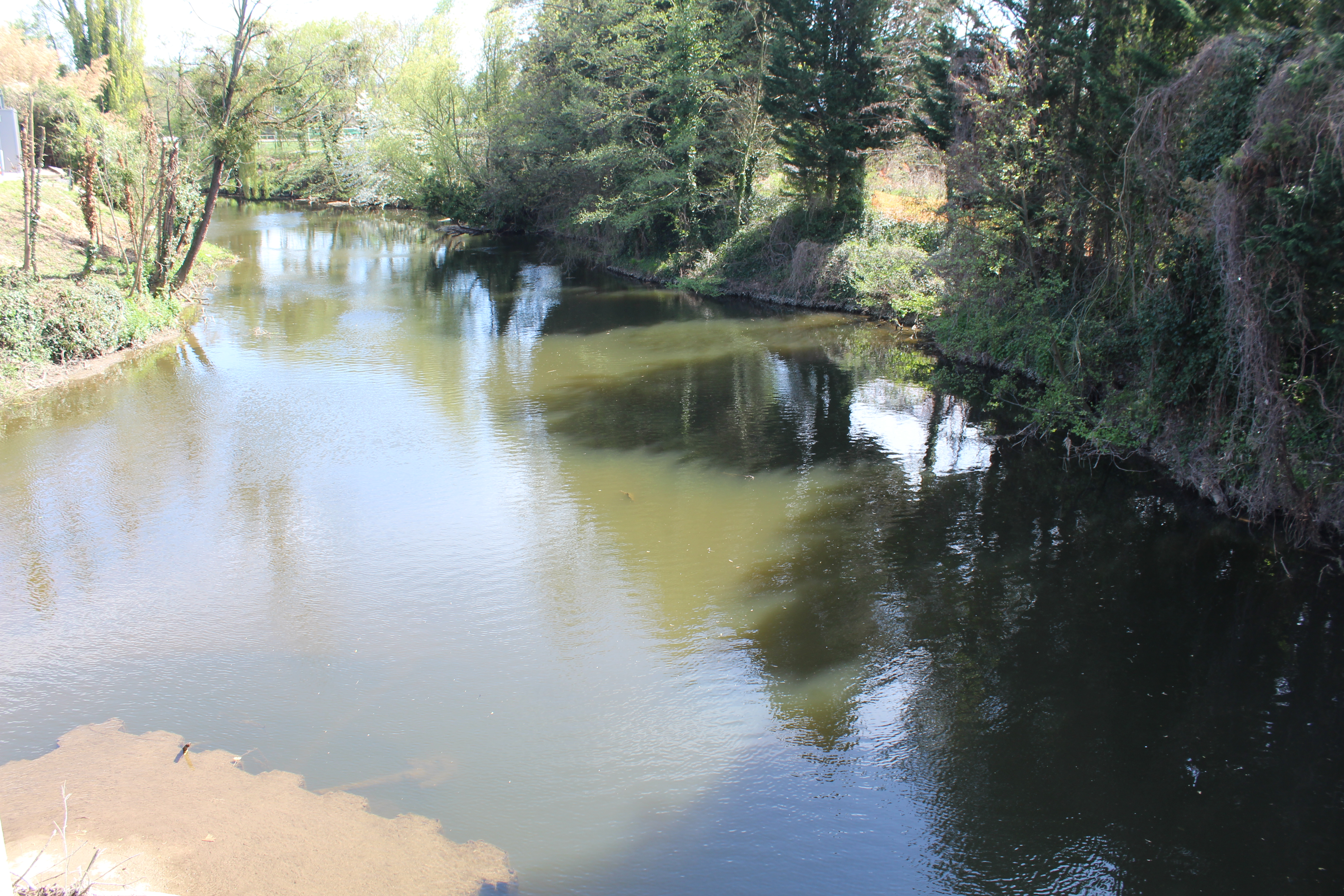
兰河勒科托段

勒科托位于法国中东部，奥弗涅-罗讷-阿尔卑斯大区西北部部和卢瓦尔省北部，距离省会圣艾蒂安大约82公里。与勒科托接壤的市镇包括：罗阿讷、科梅勒-韦尔奈、佩勒、帕里尼和圣樊尚德布瓦塞。

### 地形
勒科托位于卢瓦尔河中上游河谷腹地，境内以平原为主，市镇中心地势较为平坦，全境海拔在265到317米之间。

### 水文
卢瓦尔河干流自南向北流经勒科托市区西北部，其右岸支流兰河则自东南向北流经市区东部。

### 植被
勒科托属于温带阔叶混交林区，贝科公园（Parc Bėcot）是当地主要的城市绿地。
在鲜花城市的评比中，勒科托被评为3星级鲜花城市。

### 气候
勒科托在柯本气候分类法中属于带有大陆性气候特征的温带海洋性气候（Cfb）。
距离勒科托最近的常年气象站位于佩勒境内，以下为该气象站的数据（其中日照数据取自莱索瓦日）：
| 佩勒 1981年－2019年 | 佩勒 1981年－2019年 | 佩勒 1981年－2019年 | 佩勒 1981年－2019年 | 佩勒 1981年－2019年 | 佩勒 1981年－2019年 | 佩勒 1981年－2019年 | 佩勒 1981年－2019年 | 佩勒 1981年－2019年 | 佩勒 1981年－2019年 | 佩勒 1981年－2019年 | 佩勒 1981年－2019年 | 佩勒 1981年－2019年 | 佩勒 1981年－2019年 |
| 月份                | 1月                 | 2月                 | 3月                 | 4月                 | 5月                 | 6月                 | 7月                 | 8月                 | 9月                 | 10月                | 11月                | 12月                | 全年                |
| ------------------- | ------------------- | ------------------- | ------------------- | ------------------- | ------------------- | ------------------- | ------------------- | ------------------- | ------------------- | ------------------- | ------------------- | ------------------- | ------------------- |
| 历史最高温 °C（°F） | 18.2 (64.8)         | 21.2 (70.2)         | 27.5 (81.5)         | 29 (84)             | 32.7 (90.9)         | 40.1 (104.2)        | 37.8 (100.0)        | 40.3 (104.5)        | 33.7 (92.7)         | 30.1 (86.2)         | 23 (73)             | 19.2 (66.6)         | 40.3 (104.5)        |
| 平均高温 °C（°F）   | 7.6 (45.7)          | 9.4 (48.9)          | 13.2 (55.8)         | 16.4 (61.5)         | 21.1 (70.0)         | 25.1 (77.2)         | 27.1 (80.8)         | 26.8 (80.2)         | 22.1 (71.8)         | 18 (64)             | 11.4 (52.5)         | 7.7 (45.9)          | 17.2 (63.0)         |
| 日均气温 °C（°F）   | 3.9 (39.0)          | 5 (41)              | 7.8 (46.0)          | 10.5 (50.9)         | 14.9 (58.8)         | 18.5 (65.3)         | 20.4 (68.7)         | 20.1 (68.2)         | 16 (61)             | 13 (55)             | 7.4 (45.3)          | 4.2 (39.6)          | 11.8 (53.2)         |
| 平均低温 °C（°F）   | 0.2 (32.4)          | 0.7 (33.3)          | 2.4 (36.3)          | 4.7 (40.5)          | 8.7 (47.7)          | 11.8 (53.2)         | 13.7 (56.7)         | 13.4 (56.1)         | 9.9 (49.8)          | 8 (46)              | 3.5 (38.3)          | 0.8 (33.4)          | 6.5 (43.7)          |
| 历史最低温 °C（°F） | −14.4 (6.1)         | −16 (3)             | −14.5 (5.9)         | −7.9 (17.8)         | −1.9 (28.6)         | 2 (36)              | 4.7 (40.5)          | 2.4 (36.3)          | 0.9 (33.6)          | −8.2 (17.2)         | −9.9 (14.2)         | −12.7 (9.1)         | −16 (3)             |
| 平均降水量 mm（）   | 37 (1.5)            | 31.3 (1.23)         | 34.6 (1.36)         | 53.8 (2.12)         | 78.1 (3.07)         | 70.2 (2.76)         | 62.3 (2.45)         | 68.6 (2.70)         | 66.3 (2.61)         | 65.3 (2.57)         | 73.6 (2.90)         | 41.3 (1.63)         | 682.4 (26.87)       |
| 月均日照時數        | 83.7                | 99.8                | 150.9               | 162.5               | 187.8               | 232.6               | 246.5               | 222.2               | 185.3               | 135                 | 81.3                | 64.8                | 1,852.4             |
| 来源：infoclimat.fr |                     |                     |                     |                     |                     |                     |                     |                     |                     |                     |                     |                     |                     |

## 行政区划
勒科托的市镇编号为42071，邮政编号为42120。
在行政管理方面，勒科托隶属于法国奥弗涅-罗讷-阿尔卑斯大区卢瓦尔省罗阿讷区；在地方选举方面，勒科托是勒科托县的中央投票站所在地，其市镇范围全境被划入卢瓦尔省第六选区；在社会管理方面，勒科托是罗阿讷城市圈公共社区的组成部分。
截至2024年4月，勒科托市镇范围内暂无任何城市敏感街区及城市政策优先街区。
法国国家统计与经济研究所（简称）在进行数据统计时，将勒科托及相邻的另外14个市镇设为罗阿讷城市核心区，并将包括核心区在内的周边共50个市镇划为罗阿讷城市区。自2020年起，罗阿讷城市区被包含88个市镇的罗阿讷城市辐射区代替。此外，还将勒科托市镇分为了两个“块区”（IRIS），以便于统计人口分布情况。

## 交通

### 公路
卢瓦尔省省道D43线、D207线和D504线在勒科托境内交汇。奥弗涅-罗讷-阿尔卑斯城际巴士（商业名称为）下属的L20线、L21线和X13线停靠勒科托，可直通巴尔比尼、圣瑞斯特昂舍瓦莱及勒克勒佐TGV站。
| 33 | 24 |

| 圣艾蒂安 | 82 |

| 罗阿讷 | 1.7 |

| 巴尔比尼 | 27 |

2020年，70.8%的勒科托家庭拥有至少一辆私人汽车。2021年，勒科托境内共发生各类交通事故3起，造成8人受伤。

### 铁路

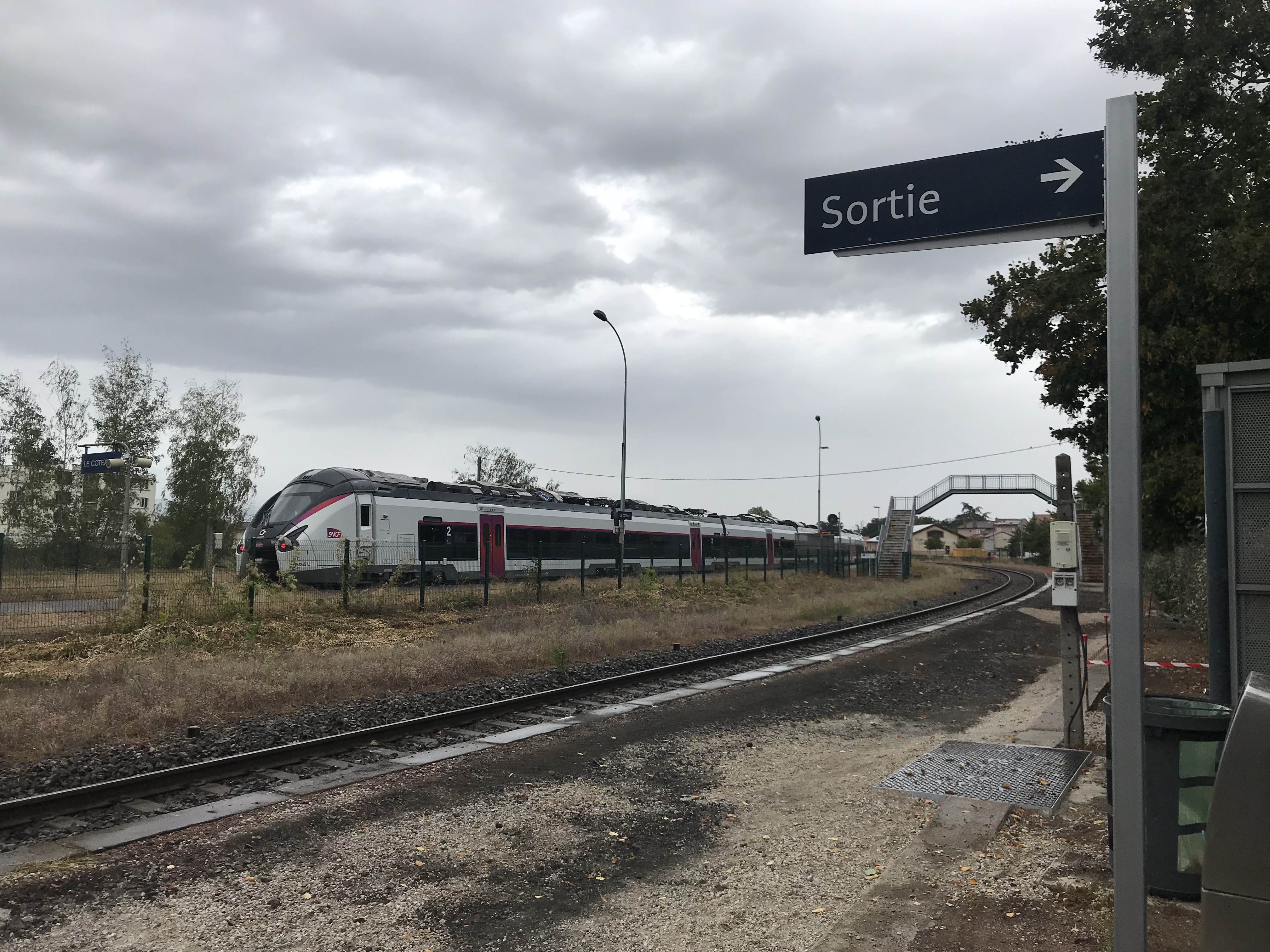
勒科托火车站的站台

勒科托位于莫雷—里昂、勒科托—圣日耳曼欧蒙多尔和勒科托—蒙沙南三条铁路的交汇处。勒科托站位于市区中部，停靠往返于圣艾蒂安—罗阿讷和里昂—罗阿讷两条线路的区域列车。

### 航空
勒科托距离里昂圣埃克絮佩里机场的公路里程大约119公里。

### 城市公共交通
罗阿讷城市公共交通（商业名称为“STAS”）是当地的城市公共交通系统。截至2024年4月，该系统共包括十余条公交线路，其中公交2路、11路、14路经过勒科托市区。

## 政治

### 市政内阁

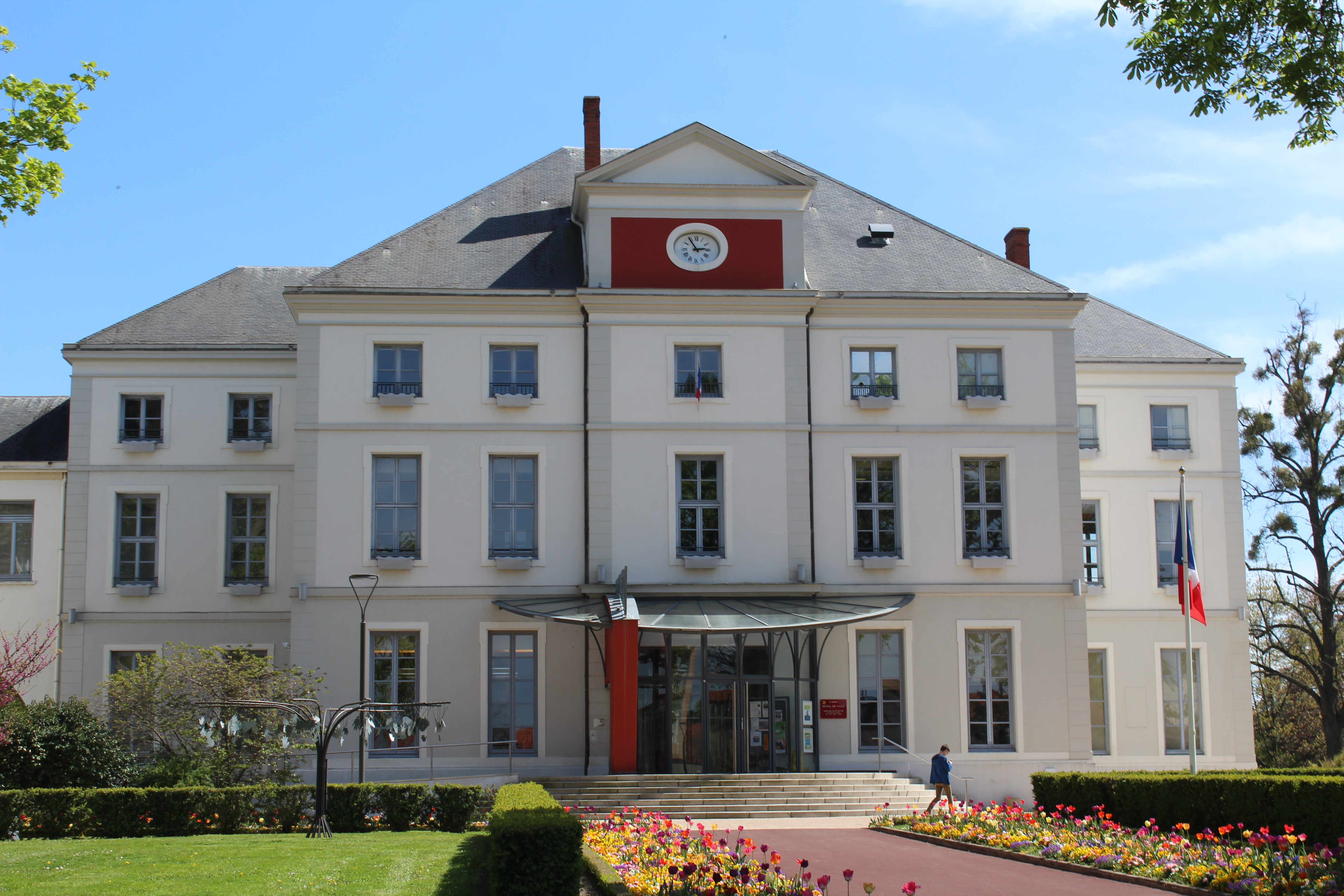
勒科托市政厅

勒科托的现任市长为桑德拉·克鲁泽-斯莱普切维奇女士（Sandra CREUZET-SLEPCEVIC），她是一名无党派人士，在2020年的市政选举中获得了57.21%的支持率。
| 勒科托历届市长 | 勒科托历届市长                                      | 勒科托历届市长                       |
| 任期           | 市长                                                | 党派                                 |
| -------------- | --------------------------------------------------- | ------------------------------------ |
| 1944年－1952年 | Antoine BÉCOT 安托万·贝科                           | 不详                                 |
| 1952年－1975年 | Charles GALLET 夏尔·加莱                            | UDSR抵抗运动民主社会联盟 →CR共和中心 |
| 1975年－1989年 | Lucien BURDIN 吕西安·比尔丹                         | DVG左翼无党派人士 →RPR保衛共和聯盟   |
| 1989年－2001年 | Pierre FERNIER 皮埃尔·费尔尼耶                      | 不详                                 |
| 2001年－2014年 | Jean-Paul BURDIN 让-保罗·比尔丹                     | 無黨籍                               |
| 2014年－2020年 | Jean-Louis DESBENOÎT 让-路易·代伯努瓦               | 無黨籍                               |
| 2020年－       | Sandra CREUZET-SLEPCEVIC 桑德拉·克鲁泽-斯莱普切维奇 | DVC混杂中间派 →無黨籍                |

### 各级选举
| 勒科托历届投票选举结果 | 勒科托历届投票选举结果 | 勒科托历届投票选举结果 | 勒科托历届投票选举结果 | 勒科托历届投票选举结果          | 勒科托历届投票选举结果 | 勒科托历届投票选举结果 | 勒科托历届投票选举结果          | 勒科托历届投票选举结果 | 勒科托历届投票选举结果 |
| 选举项目               | 选举范围               | 选区单位               | 选区单位内的选举结果   | 选区单位内的选举结果            | 选区单位内的选举结果   | 选区单位内的选举结果   | 选区单位内的选举结果            | 选区单位内的选举结果   | 参考资料               |
| 选举项目               | 选举范围               | 选区单位               | 第一轮胜出者           | 第一轮胜出者                    | 支持率                 | 第二轮胜出者           | 第二轮胜出者                    | 支持率                 | 参考资料               |
| ---------------------- | ---------------------- | ---------------------- | ---------------------- | ------------------------------- | ---------------------- | ---------------------- | ------------------------------- | ---------------------- | ---------------------- |
| 2017年法國總統選舉     | 法國                   | 市镇                   |                        | 埃马纽埃尔·马克龙               | 25.35%                 |                        | 埃马纽埃尔·马克龙               | 63.64%                 | [ 26 ]                 |
| 2017年法国立法选举     | 卢瓦尔省第六选区       | 市镇                   |                        | 纳塔莉·萨尔勒                   | 41.92%                 |                        | 纳塔莉·萨尔勒                   | 58.68%                 | [ 26 ]                 |
| 2019年欧洲议会选举     | 法國                   | 市镇                   |                        | 若尔丹·巴尔代拉                 | 26.69%                 | （不适用）             | （不适用）                      | （不适用）             | [ 28 ]                 |
| 2021年法国省级选举     | 卢瓦尔省               | 县                     |                        | 韦罗妮克·沙韦罗 达尼埃尔·弗雷谢 | 58.2%                  |                        | 韦罗妮克·沙韦罗 达尼埃尔·弗雷谢 | 73.32%                 | [ 29 ]                 |
| 2021年法国省级选举     | 卢瓦尔省               | 市镇                   |                        | 韦罗妮克·沙韦罗 达尼埃尔·弗雷谢 | 57.15%                 |                        | 韦罗妮克·沙韦罗 达尼埃尔·弗雷谢 | 71.64%                 | [ 29 ]                 |
| 2021年法国大区选举     |                        | 市镇                   |                        | 洛朗·沃基耶                     | 52.98%                 |                        | 洛朗·沃基耶                     | 62.42%                 | [ 30 ]                 |
| 2022年法国总统选举     | 法國                   | 市镇                   |                        | 埃马纽埃尔·马克龙               | 31.91%                 |                        | 埃马纽埃尔·马克龙               | 56.69%                 | [ 26 ]                 |
| 2022年法国立法选举     | 卢瓦尔省第六选区       | 市镇                   |                        | 安托万·韦莫雷尔-马尔克          | 28.39%                 |                        | 安托万·韦莫雷尔-马尔克          | 59.43%                 | [ 26 ]                 |

## 人口
2021年，勒科托市镇人口数量为6,889，在法国排名第1,559位。其中男性3,099人，女性3,787人，75岁及以上人口占16.3%，外籍人口数量为379人，人口密度为1,409人/平方公里，当地居民被称为（男性）或（女性）。2022年，勒科托境内出生42人，死亡人口142人。
| 勒科托1901年－2021年人口变化情况 |
|                                  |
| 数据来源：Cassini、INSEE         |

## 经济

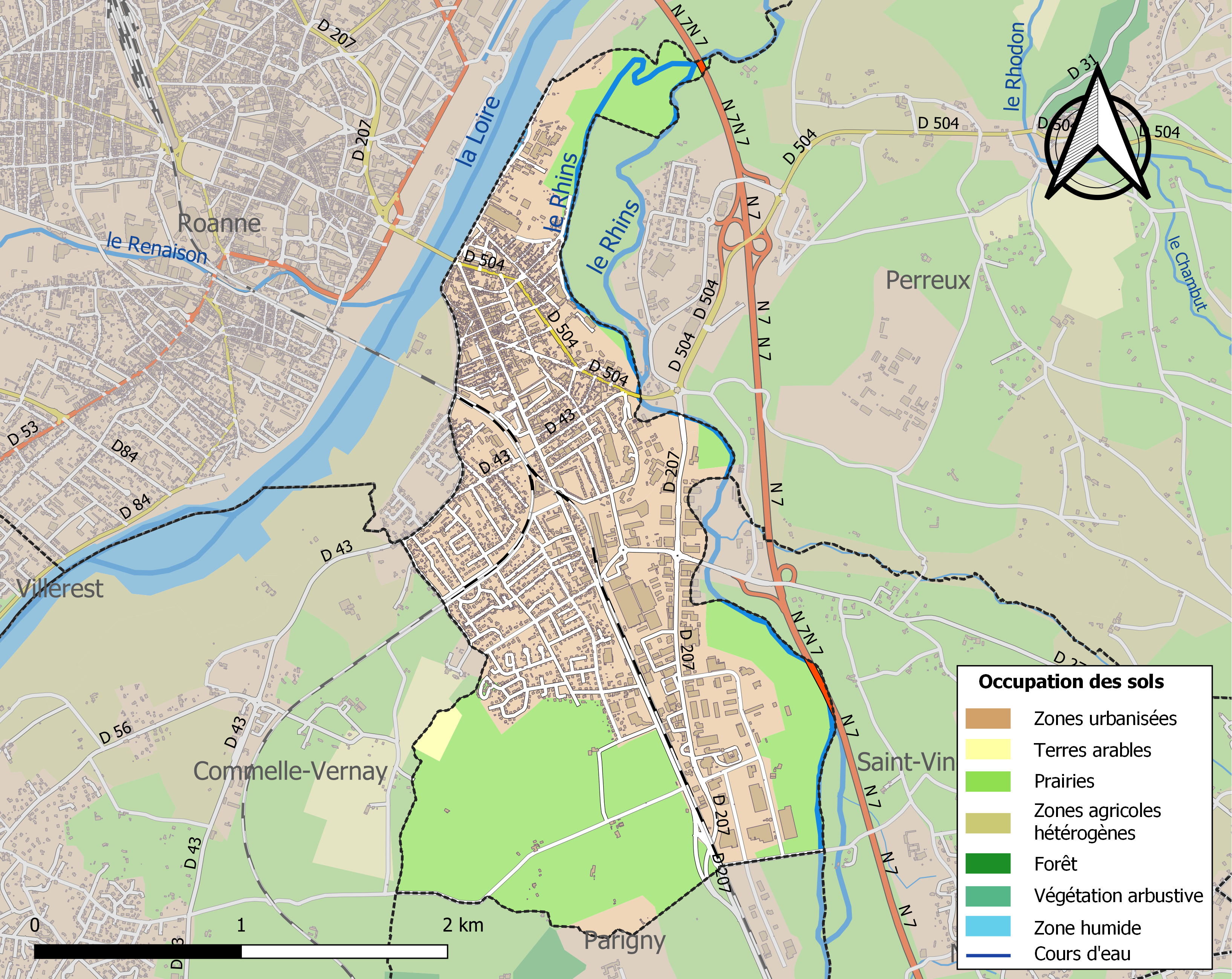
勒科托土地利用情况地图

勒科托是罗阿讷的一个近郊卫星城。截至2024年4月，勒科托市镇范围内共有各类用人单位（包含自雇）1,095家，平均历史为17年，其中98.02%为中小型企业（PME），2024年2月至4月间，当地的经济活力指数为-0.18%。 （汽车销售）、（肉制品销售）及（金属器皿制造）是当地2022年营业额最高的三个企业，分别为93,716,258欧元、10,782,991欧元和8,566,216欧元。

## 财政与居民收入
2022年，勒科托的财政收入总额为8,286,210欧元，财政支出总额为7,673,470欧元，当年的债务总额为3,942,020欧元。2022年，勒科托市镇通过增值税获得99,920欧元的收入，此外当地还共获得了109,820欧元的国家直接财政补助。
| 勒科托居民收入情况                               | 勒科托居民收入情况 | 勒科托居民收入情况    | 勒科托居民收入情况 |
| 内容                                             | 勒科托             | 法国                  | 统计年份           |
| ------------------------------------------------ | ------------------ | --------------------- | ------------------ |
| 征税家庭总数                                     | 3,606              | 1,081（法国市镇平均） | 2022年             |
| 居民平均月收入                                   | 2,038欧元          | 2,435欧元             | 2022年             |
| 高级职员人均月收入                               | 3,686欧元          | 4,331欧元             | 2021年             |
| 中级职员人均月收入                               | 2,171欧元          | 2,470欧元             | 2021年             |
| 普通职员人均月收入                               | 1,771欧元          | 1,801欧元             | 2021年             |
| 贫困率                                           | 17%                | 14.5%                 | 2020年             |
| 青壮年（15至64岁）失业率                         | 11.7%              | 7.4%                  | 2020年             |
| 征税家庭数量占比                                 | 39.0%              | 45.5%                 | 2020年             |
| 家庭年均纳税                                     | 2,116欧元          | 4,393欧元             | 2022年             |
| 资料来源：INSEE、L'Internaute、Le Journal du Net |                    |                       |                    |

## 社会事务

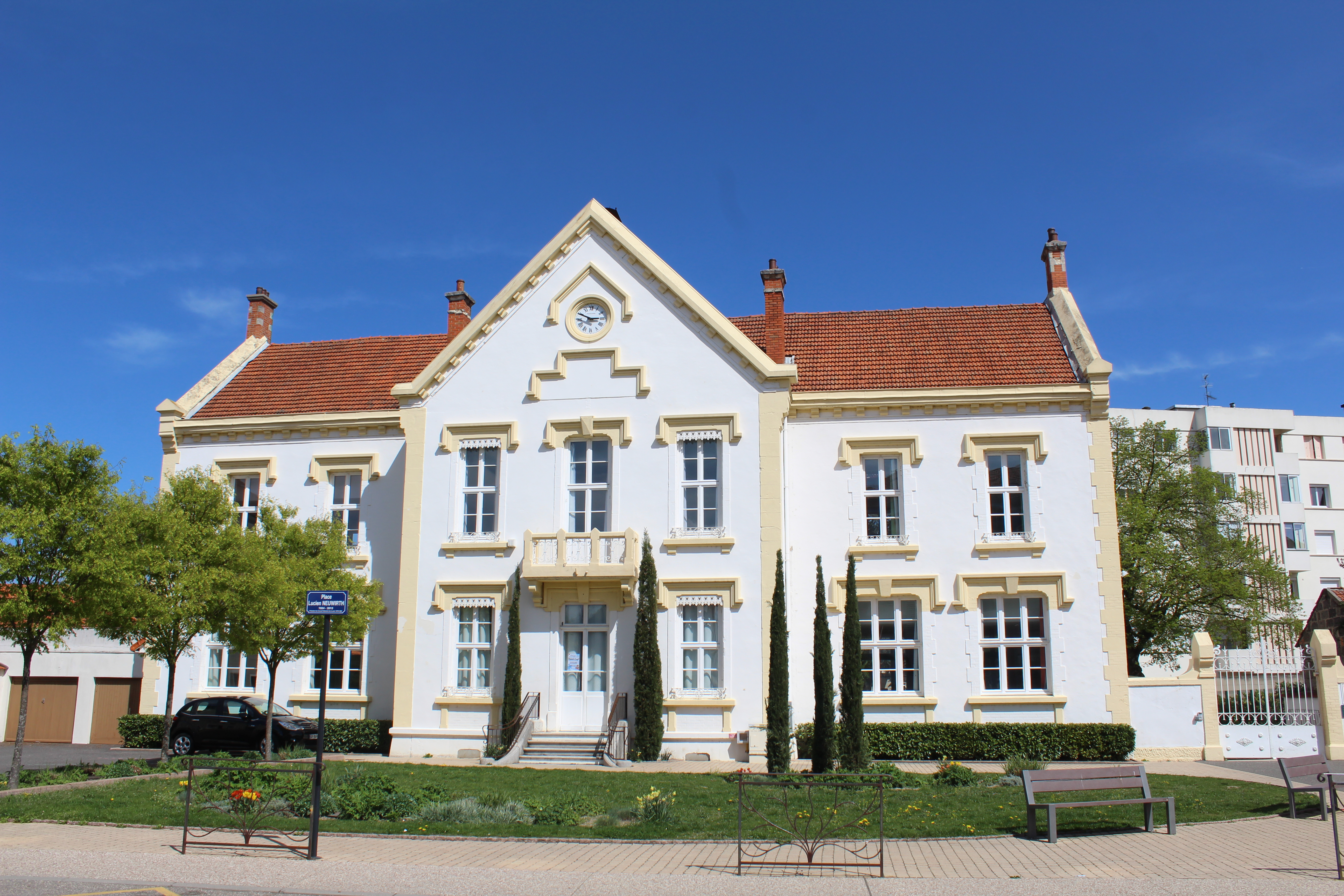
勒科托中心学校

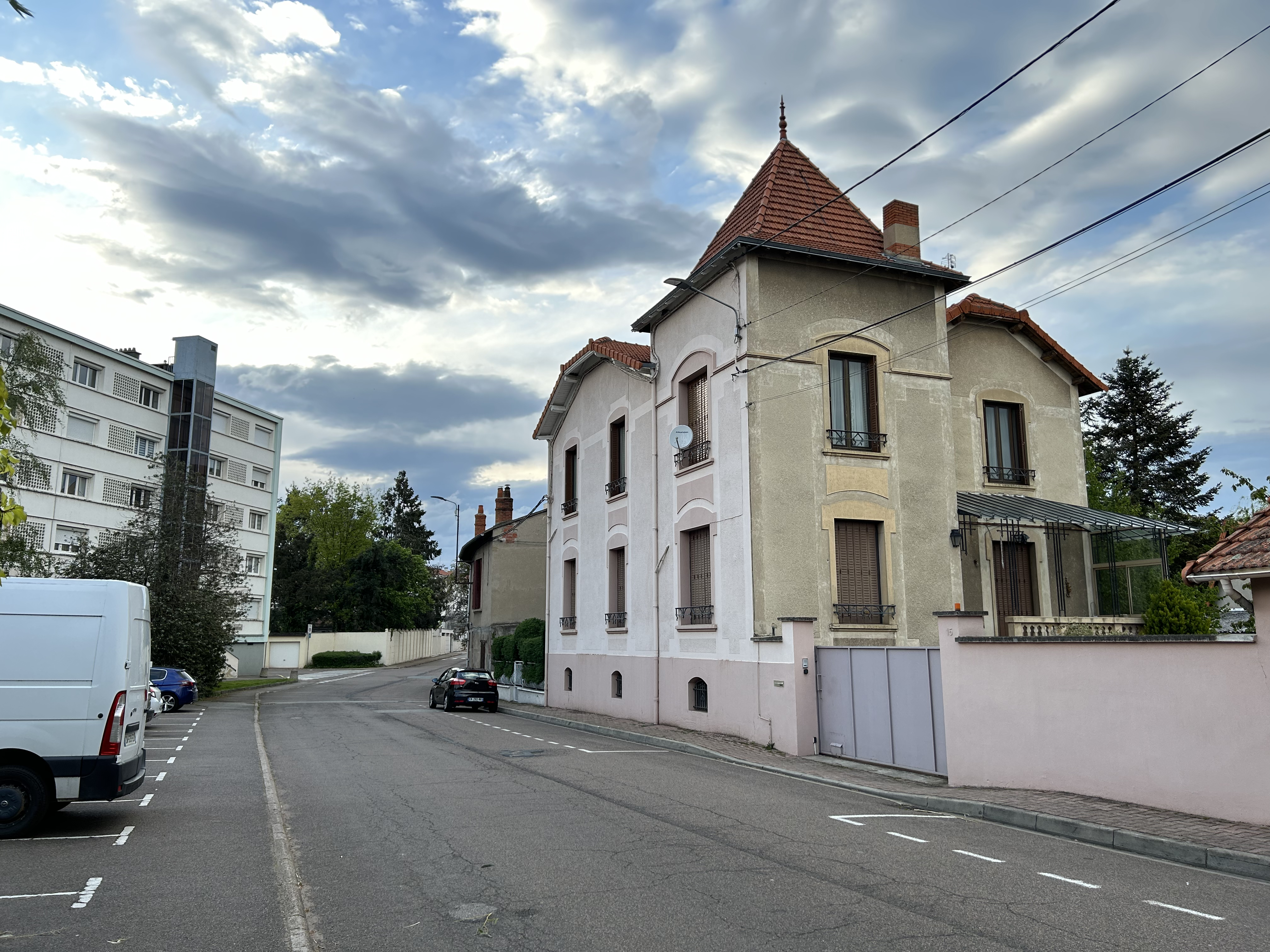
沃邦街

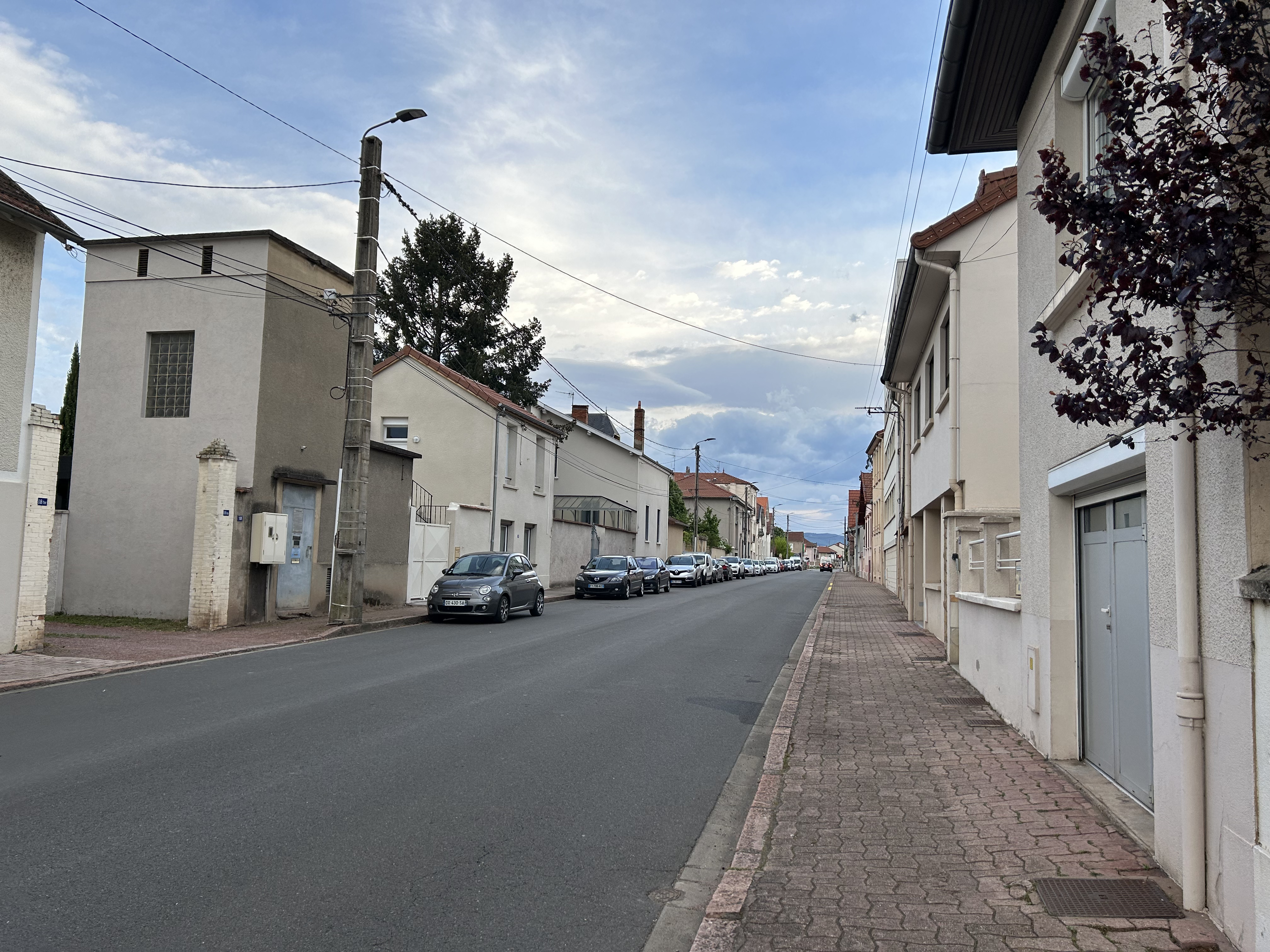
比利时人街

### 教育
勒科托属于里昂学区。截至2021年1月1日，勒科托境内共有1所幼儿园、3所小学、1所初级中学和1所职业高中。2022至2023学年度，勒科托境内共有在校中等教育阶段学生589名。

### 医疗
截至2021年1月1日，勒科托境内共有全科医生7名、保健师10名、牙医5名、护士8名。境内共有药房2家、养老院3家、残疾人帮扶中心2家。
距离勒科托最近的区域性医疗机构为罗阿讷中心医院（Centre Hospitalier de Roanne），其主病区医院位于罗阿讷市区北部，距离勒科托市区的正常车程大约5分钟，该院设有床位647个，是当地规模最大的公立综合性医院。

### 住房
2020年，勒科托境内共有各类住房4,138套，其中35.6%为独立式住宅，62.3%为集中式住宅。常住房屋占勒科托市镇范围内居民建筑总量的87.4%。
在住房保障政策方面，2022年，勒科托境内共有867户家庭获得了住房经济补助，受益人数占总人口数量的12.6%，其中852份为房租补助。

### 商业
2021年，勒科托境内共有各类实体商铺172家，其中餐厅14家、大型超市3家、杂货店1家、面包房7家、肉铺2家、书店2家、装饰品店2家、银行门店5家、美容美发店15家、汽车维修店18家。勒科托镇中心南部建有开放式商业街区，有家乐福超市及Gifi、BUT等购物商场。

### 体育
2021年，勒科托境内共有1家游泳池、4间体育馆、1座综合体育场、7处网球场、3处足球或橄榄球场以及3处篮球或排球场。
截至2024年4月，勒科托奥林匹克（Olympique Le Coteau，编号504499）是勒科托境内唯一的一家注册足球俱乐部，成立于1936年，其主队2023至2024赛季参加卢瓦尔省足球联赛乙组（法国第十级别），其主场为莱塞蒂讷球场（Stade des Étines）。

### 环境
勒科托的环境事务由其所属的罗阿讷城市圈公共社区联合各级政府协调负责。2021年，勒科托境内共有3家污染企业。

### 治安
勒科托及其附近的共5个市镇是罗阿讷警区（zone police de Roanne）的管辖范围。2020年，该警区累计记录各类案件3,218起，其中盗窃类案件1,552起，经济类案件529起，毒品交易类案件136起。

## 文化

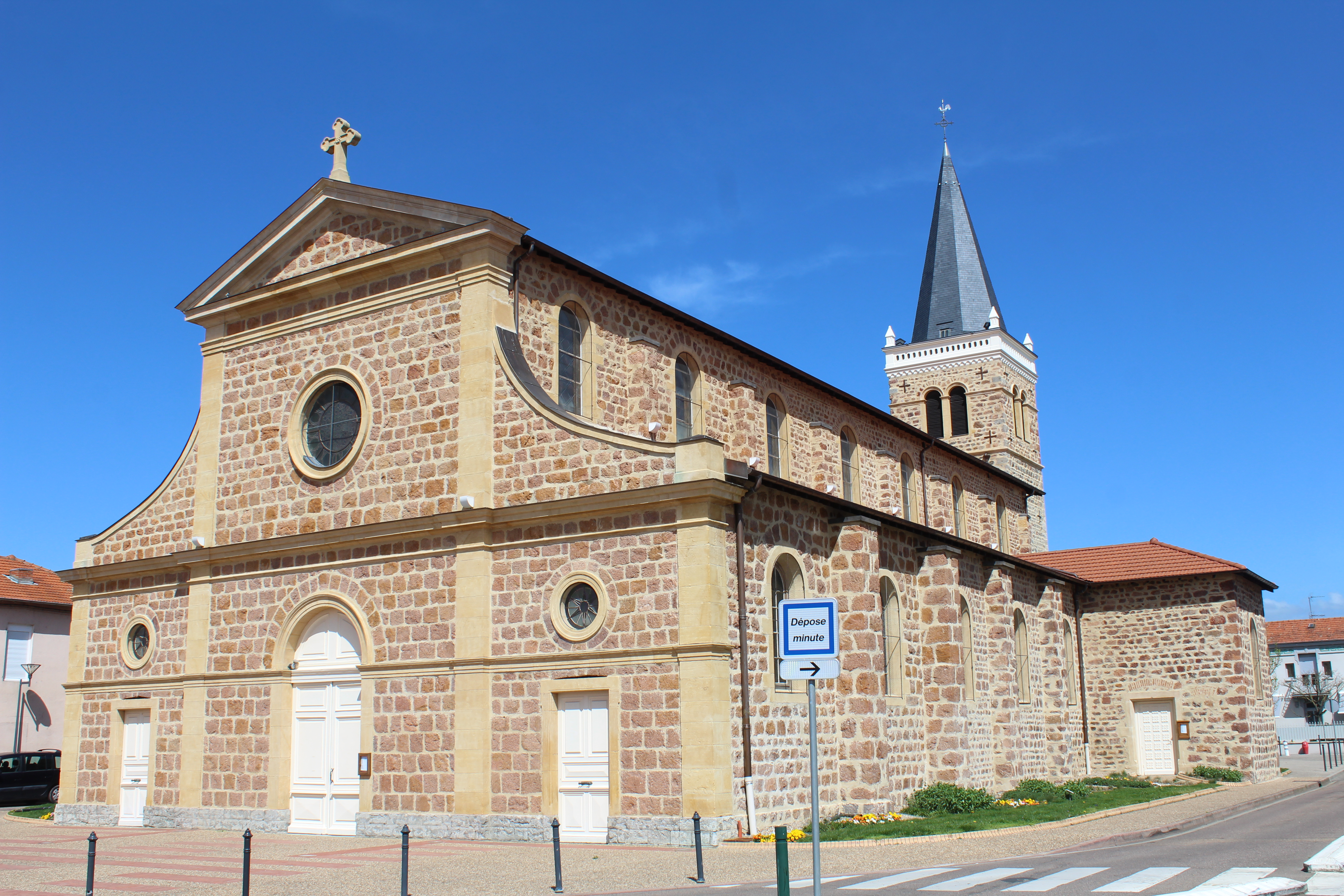
圣马克教堂

2021年，勒科托境内暂无任何文化设施。勒科托境内建有多媒体中心（Médiathèque），每周二至六向公众开放。

### 建筑
勒科托境内的大部分建筑建于19世纪末期以后，其中镇中心的圣马克教堂（Église Saint-Marc du Coteau）是当地的地标性建筑物。

### 旅游
勒科托的旅游事务由其所属的罗阿讷城市圈公共社区联合各级政府协调负责。2023年，勒科托境内共有2家酒店共计88间房间。

### 媒体
法国主要的媒体均可在勒科托接收，法国电视三台下属的奥弗涅-罗讷-阿尔卑斯大区频道在部分时段播出勒科托所在卢瓦尔省的地方新闻。《进步报》、蓝色法兰西圣艾蒂安广播、Scoop广播、卢瓦尔省电视台等为当地主要的地方性媒体。

## 相关人物
法国足球运动员雅基·博纳韦、吉斯兰·安塞尔米尼和罗曼·波耶出生于勒科托。

## 友好城市
截至2024年4月，勒科托共与两座城市建立了友好城市关系：
- 德国 洛尔施（1967年）
- 阿韦龙省 埃斯帕利永（1998年）